# Liste der Mitglieder des Bayerischen Landtages (Königreich, 3. Wahlperiode)
Diese Liste gibt einen Überblick über alle Mitglieder des Bayerischen Landtages in der 3. Wahlperiode des Königreichs Bayern (1831–1836). In die Wahlperiode fallen die Sitzungen der 5. Ständeversammlung vom 20. Februar 1831 bis zum 29. Dezember 1831 und der 6. Ständeversammlung vom 4. März 1834 bis 3. Juli 1834.

## Kammer der Abgeordneten

### Präsidium
- 1. Präsident: Sebastian Freiherr Schrenck von Notzing (1774–1848)
- 2. Präsident: Johann Adam von Seuffert (1794–1857)
- 1. Sekretär: Christian Culmann (1795–1837)
- 2. Sekretär: Friedrich Christian Karl Schunk

### A
- Johann Wilhelm von Anns (1766–1842)
- Georg Arbinger
- Ignaz Aschenbrenner
- Nikolaus Aumüller (ca. 1775–1856)

### B
- Karl Christian Ernst Graf von Bentzel-Sternau
- Johann Michael Bertele
- Rupert Wilhelm Billmann
- Peter Binder
- Leonhard Blass
- Heinrich Christoph Brandenburg
- Jacob Anton Brogino
- Peter Brunck
- Georg Buchner

### C
- Karl Ferdinand Freiherr von Closen (1786–1856)
- Christian Culmann (1795–1837)

### D
- Paul Camille von Denis
- Joseph Xaver Deuringer
- Joseph Johann Nepomuck Wenzelslaus Graf von Deym zu Arnstorf
- Alois Dietrich (1792–1832)
- Andreas von Dippel (1772–1837)
- Karl Joseph Graf von Drechsel (1778–1838)
- Georg Leonhard von Dresch

### E
- Johann Ebert
- Heinrich Wilhelm Freiherr von Eberz
- Pankraz Eckert
- Georg Ludwig von Ehrne-Melchthal
- Simon Eisenhofer

### F
- Alois Fahrnbacher
- Adam von Faßmann (1785–1840)
- Kaspar Fikentscher (1770–1837)
- Herrmann Fitting
- Johann Flurschütz (1771–1851)
- Johann Michael Martin Foliot
- Carl August Freiherr von und zu Alt- und Neufrauenhofen
- Clemens Wenzeslaus Freiherr von Freyberg-Eisenberg-Knöringen

### G
- Johann Adam Gehauf
- Georg Franz Geier
- Franz Xaver Gletzle
- Lorenz Gmeiner
- Johann Ernst Günther (1787–1852)

### H
- Erhard Christian von Hagen
- Johann Karl Christoph Friedrich Freiherr von Harsdorf
- Bartholomäus Hartl
- Peter Hartmann (vor 1831–1834)
- Franz de Paula Heckel
- Johann Adam Heim
- Christoph Friedrich Heinzelmann (1786–1847)
- Johann Jakob Herrle
- Friedrich August Heydenreich
- Martin Hipper
- Rudolf Sigmund von Holzschuher (1777–1861)
- Joseph Hutter

### J
- Johann Stephan Jäger
- Andreas Jordan (1775–1848)

### K
- Georg Friedrich Wilhelm Kapp
- Jacob Karl
- Franz Joseph Kempter
- Wolfgang Kern
- Jakob Klar (1783–1833)
- Johannes Theobald Klein
- Joseph Alois König
- Karl von Korb
- Michael Krappmann
- Johann Joseph Kraus
- Philipp Franz Kremer (1765–1854)
- Christoph Wilhelm Karl Freiherr von Kress von Kressenstein
- Andreas Kühbacher
- Franz Karl Christoph Freiherr von Künsberg

### L
- Franz Xaver von Lang
- Ignaz Lanzer
- Franz Xaver Lechner
- Joseph Lechner
- Joseph Leinecker
- Johann Georg Friedrich Leuchs
- Gottlieb Karl August Lösch

### M
- Johann Tobias Martius
- Anton Mätzler (1780–1857)
- Leonhard Mayer
- Jakob Müller
- Joseph Anton Ritter von Mussinan (1766–1837)
- Joseph Mutz

### O
- Georg Friedrich von Oerthel
- Franz Xaver Ott

### P
- Georg Zacharias Platner
- Joseph Pöppel
- Valentin Maximilian Pummerer

### R
- Georg Rabl
- Georg Christian Reich
- Lorenz Reuss
- Georg Leonhard Reuthner
- Leonhard Riegg
- Franz Xaver Rienecker
- Franz Xaver Riezler
- Heinrich Gallus von Rinecker
- Daniel Ritter
- Hermann Freiherr von Rotenhan (1800–1858)
- Ignaz von Rudhart (1790–1838)

### S
- Alois Sabbadini (um 1775–1857)
- Joseph Sartorius
- Johann Saxinger
- Alois Schadt
- Johann Christoph Schäfer
- David Friedrich Schalkhäuser
- Joseph Schattenfroh
- Johann von Schedel Greiffenstein
- Johann Heinrich Scheiderer
- Andreas Schellhorn
- Karl Scheuing
- Johann Schickendanz
- Johann Nepomuk Schmauss
- Alois Schmid
- Christoph Adam Schmidt
- Franz Schnitzer
- Johann Jakob Schoppmann (1767–1840)
- Sebastian Freiherr Schrenck von Notzing (1774–1848)
- Friedrich Schüler (1791–1873)
- Georg Friedrich Wilhelm Schultz
- Friedrich Christian Karl Schunk
- Peregrin Schwindl
- Ignaz Seefelder
- Mathias Seeholzer
- Karl von Seinsheim
- Jakob Sepp
- Johann Adam von Seuffert (1794–1857)
- Joseph Sigler
- Joseph Socher
- Heinrich Wilhelm Stöhr

### T
- Heinrich von der Tann
- Friedrich Christian Thomasius

### U
- Johann Baptist Urban
- Joseph Ritter von Utzschneider (1763–1840)

### V
- Johann Baptist Freiherr von Vequel
- Johann Martin Karl Vetterlein
- Georg Karl Friedrich Volkert

### W
- Tobias von Wachter
- Michael Weigenthaler
- Andreas Christoph Weinmann
- Karl Christian Wilhelm Weinmann
- Cölestin Weinzierl
- Alois Werndle
- Johann Ignaz Freiherr von Westernach
- Friedrich Justus Willich (1789–1853)
- Joseph Windorfer
- Jakob von Windwart

### Z
- Adalbert Ziegler
- Nikolaus Zink
- Christian Christoph Zinn

## Kammer der Reichsräte

### Präsidium
- 1. Präsident: Karl Philipp Fürst von Wrede (1767–1838)
- 2. Präsident: Maximilian Graf von Montgelas (1759–1838, 5. Landtag), Joseph Maria Freiherr von Fraunberg (1768–1842, 6. Landtag)
- 1. Sekretär: Georg Ludwig von Maurer (5. Landtag), Georg Karl von Sutner (1763–1837, 6. Landtag)
- 2. Sekretär: Georg Karl von Sutner (1763–1837, 5. Landtag), Heinrich Alois Graf von Reigersberg (1770–1865, 6. Landtag)

| Inhaltsverzeichnis A B C F G L M O P R S T W Z |

#### A
- Carl Maria Rupert Graf von Arco-Valley
- Maximilian Joseph Graf von Arco-Valley (1806–1875)
- Joseph Ludwig Graf von Armansperg (1787–1853)

#### B
- Carl Theodor Maximilian Prinz von Bayern (1795–1875)
- Max Joseph in Bayern (1808–1888)
- Maximilian II. Joseph von Bayern (1811–1864)
- Pius Herzog in Bayern (1786–1837)
- Wilhelm Herzog in Bayern (1752–1837)
- Franz Gabriel Graf von Bray-Steinburg (1765–1832)

#### C
- Friedrich Ludwig Graf zu Castell-Castell (1791–1875)

#### F
- Joseph Maria von Fraunberg (1768–1842)
- Anton Anselm Fürst Fugger von Babenhausen
- Fidelis Ferdinand Graf von Fugger zu Glött (1795–1876)
- Friedrich Fugger zu Kirchberg und Weißenhorn
- Josef Hugo Graf von Fugger zu Kirchheim
- Karl Anton Graf von Fugger zu Nordendorf

#### G
- Lothar Karl Anselm Joseph Freiherr von Gebsattel (1761–1846)
- Hermann Graf zu Giech
- Maximilian Joseph von Gravenreuth (1807–1874)

#### H
- Franz Joseph zu Hohenlohe-Schillingsfürst

#### K
- Carl Ludwig Freiherr von Keßling
- Ludwig Christian von Koch (1778–1855)

#### L
- Karl zu Leiningen
- Ludwig von Leonrod
- August Herzog von Leuchtenberg
- Carl Ludwig Freiherr von Lotzbeck
- Carl Friedrich Fürst zu Löwenstein-Wertheim-Freudenberg
- Carl Ludwig Constantin Fürst zu Löwenstein-Wertheim-Rosenberg

#### M
- Johann Anton Freiherr von Mandl von Deutenhofen
- Georg Ludwig von Maurer
- Maximilian Graf von Montgelas (1759–1838)

#### O
- Alois III. zu Oettingen-Spielberg
- Friedrich Fürst zu Oettingen-Oettingen und Oettingen-Wallerstein
- Ludwig Fürst von Oettingen-Wallerstein (1791–1870)
- Franz Karl Rudolph Graf zu Ortenburg-Tambach

#### P
- Karl Theodor von Pappenheim (1771–1853)
- Johann Caspar Graf von Preysing zu Moos

#### R
- Clemens von Raglovich (1766–1836)
- Aloys Franz Xaver Graf von Rechberg und Rothenlöwen (1766–1849)
- Reinhard Burkart Graf von Rechteren und Limpurg
- Heinrich Alois von Reigersberg
- Ignaz Albert von Riegg
- Friedrich von Roth

#### S
- Cajetan Peter Graf von und zu Sandizell
- Franz Erwein Damian Joseph Graf von Schönborn-Wiesentheid (1776–1840)
- Clemens Wenzeslaus Graf Schenk von Stauffenberg
- Georg Karl von Sutner (1763–1837)

#### T
- Maximilian Karl Fürst von Thurn und Taxis (1802–1871)
- Maximilian August Graf von Toerring-Guttenzell
- Clemens Graf von Toerring-Seefeld

#### W
- Karl Philipp Fürst von Wrede (1767–1838)
- Joseph Franz Freiherr von Würtzburg (1784–1865)

#### Z
- Georg Friedrich Freiherr von Zentner (1752–1835)